# Пам'ятки історії Вінниці
У Вінниці до нараховується 28 пам'яток (43 об'єкти) історії, включених до реєстру.   
| № п/п | Охоронний № | Найменування пам’ятки | Адреса                                           | Дата відкриття  | Автори                                          | Рішення про взяття під охорону |
| ----- | ----------- | --- | ------------------------------------------------ | --------------- | ----------------------------------------------- | ------------------------------ |
| 1.    | 5           | Меморіальний комплекс | вул. Козицького,парк ім. Козицького              | 1977 р.         | ск. Я.М. Куленко,арх. В. В. Спусканюкм. Вінниця | №31310.06.1971 р.              |
|       | 5б          | Братська могила борців за Радянську владу | вул. Козицького, парк ім. Козицького             | 1977 р.         | ск. Я.М. Куленко,арх. В. В. Спусканюкм. Вінниця | №31310.06.1971 р.              |
|       | 5д          | Братська могила 72 радянської воїнів, загиблим при обороні і звільненні міста | вул. Козицького, парк ім. Козицького             | 1977 р.         | ск. Я.М. Куленко,арх. В. В. Спусканюкм. Вінниця | №31310.06.1971 р.              |
|       | 5а          | Могила відомого революціонера, активного діяча Петербурзького Союзу боротьби за звільнення робочого класу П.К.Запорожця                                                                                | вул.Козицького, парк ім. Козицького              | 1977 р.         | ск. Я.М. Куленко,арх. В. В. Спусканюкм. Вінниця | №31310.06.1971 р.              |
|       | 5в          | Могила Б. Палія, командира 5-го радянського полку | вул. Козицького, парк ім. Козицького             | 1977 р.         | ск. Я.М. Куленко,арх. В. В. Спусканюкм. Вінниця | №31310.06.1971 р.              |
|       | 5к          | Могила Таранюка І.І., активного учасника підпільних більшовицьких організацій на Поділлі | вул. Козицького, парк ім. Козицького             | 1977 р.         | ск. Я.М. Куленко,арх. В. В. Спусканюкм. Вінниця | №31310.06.1971 р.              |
|       | 5л          | Могила Балабанова Л.М., секретаря Подільського губернського комітету комсомолу України | вул. Козицького, парк ім. Козицького             | 1977 р.         | ск. Я.М. Куленко,арх. В. В. Спусканюкм. Вінниця | №31310.06.1971 р.              |
|       | 5й          | Могила Піменова В.С.,начальника політвідділу корпусу | вул. Козицького, парк ім. Козицького             | 1977 р.         | ск. Я.М. Куленко,арх. В. В. Спусканюкм. Вінниця | №31310.06.1971 р.              |
|       | 5м          | Могила Курія Ю.І., учасника Вінницького підпілля | вул. Козицького, парк ім. Козицького             | 1977 р.         | ск. Я.М. Куленко,арх. В. В. Спусканюкм. Вінниця | №31310.06.1971 р.              |
|       | 5і          | Могила молодшого лейтенанта Луніна І.К. | вул. Козицького, парк ім. Козицького             | 1977 р.         | ск. Я.М. Куленко,арх. В. В. Спусканюкм. Вінниця | №31310.06.1971 р.              |
|       | 5н          | Могила Мельника П.П., керівника Вінницької підпільної молодіжної групи | вул. Козицького, парк ім. Козицького             | 1977 р.         | ск. Я.М. Куленко,арх. В. В. Спусканюкм. Вінниця | №31310.06.1971 р.              |
|       | 5з          | Могила гвардії підполковника І.О. Нікітіна, загиблого при звільненні міста | вул. Козицького, парк ім. Козицького             | 1944 р.         | ск. Я.М. Куленко,арх. В. В. Спусканюкм. Вінниця | №31310.06.1971 р.              |
|       | 5ж          | Могила гвардії підполковника Т.І. Тимченка, секретаря Вінницького обкому КП(б)У | вул. Козицького, парк ім. Козицького             | 1944 р.         | ск. Я.М. Куленко,арх. В. В. Спусканюкм. Вінниця | №31310.06.1971 р.              |
|       | 5е          | Могила Героя Радянського Союзу І.Л. Могильчака | вул. Козицького, парк ім. Козицького             | 1944 р.         | ск. Я.М. Куленко,арх. В. В. Спусканюкм. Вінниця | №31310.06.1971 р.              |
|       | 5о          | Могила Героя Радянського Союзу Л.С. Ратушної | вул. Козицького, парк ім. Козицького             | 1977 р.         | ск. Я.М. Куленко,арх. В. В. Спусканюкм. Вінниця | №31310.06.1971 р.              |
|       | 5п          | Могила М.Ф. Кузьміна, одного із керівників Вінницької підпільної типографії „Україна” | вул. Козицького, парк ім. Козицького             | 1977 р.         | ск. Я.М. Куленко,арх. В. В. Спусканюкм. Вінниця | №31310.06.1971 р.              |
| 2.    | 6           | Меморіальне кладовище 4006 воїнів Радянської Армії, загиблих при звільненні міста | вул. Київська                                    | 1956 р.,1972 р. | ск. О.П. Левицький,м. Вінниця                   | №31310.06.1971 р.              |
| 3.    | 510         | Братська могила 5 радянських воїнів, загиблих при звільненні села і пам’ятник 29 воїнам – односельчанам, загиблим на фронтах ВВВ                                                                       | вул.Черняхівського                               | 1975 р.,1976 р. | арх. В.З. Спусканюкм. Вінниця                   | №2919.06.1977 р.               |
| 4.    | 509         | Братська могила 5 тис. мирних громадян, загиблих в роки ВВВ | вул.Максимовича                                  | 1958 р.         | місцеві майстри                                 | №2919.06.1977 р.               |
| 5.    | 10          | Братська могила 42 тисяч громадян, загиблих в роки ВВВ | вул. Максимовича                                 | 1958 р.         | місцеві майстри                                 | №31310.06.1971 р.              |
| 6.    | 9           | Братська могила мирних громадян та 250 військовополонених, загиблих в роки ВВВ | вул. Пирогова, територія лікарні ім. Ющенка      | 1959 р.         | місцеві майстри                                 | №31310.06.1971 р.              |
| 7.    | 11          | Братська могила 15 тисяч мирних громадян, загиблих в роки ВВВ | вул. Толбухіна                                   | 1958 р.         | місцеві майстри                                 | №31310.06.1971 р.              |
| 8.    | 13          | Могила засновника психоневрологічної лікарні В.П. Кузнєцова | вул. Пирогова, обл. лікарня ім. Ющенка           | 1901 р.         | ___                                             | -//-                           |
| 9.    | 511         | Пам’ятник 52 воїнам – односельчанам, загиблим на фронтах ВВВ | вул. Пирогова, біля клубу №1                     | 1969 р.         | місцеві майстри                                 | №2919.06.1977 р.               |
| 10.   | 15          | Пам’ятник 14 учням і вчителям школи №1, загиблим на фронтах ВВВ | вул. Маліновського                               | 1968 р.         | місцеві майстри                                 | №31310.06.1971 р.              |
| 11.   | 16          | Пам’ятник студентам і викладачам медінститу-ту, загиблим на фронтах ВВВ | вул. Пирогова,територія медінституту             | 1967 р.         | місцеві майстри                                 | №31310.06.1971 р.              |
| 12.   | 18          | Пам’ятник воїнам – працівникам обласної лікарні ім. Ющенка, загиблим на фронтах ВВВ | вул. Пирогова, обл. лікарня ім. Ющенка           | 1958 р.         | місцеві майстри                                 | №31310.06.1971 р.              |
| 13.   | 512         | Пам’ятник студентам і викладачам політехнічного технікуму | вул.Привокзальна                                 | 1974 р.         | Вінниць-кий худ. фонд                           | №9617.02.1983 р.               |
| 14.   | 19          | Пам’ятник радянським льотчикам, загиблих при звільненні міста | пр.Космонавтів                                   | 1969 р.         | ск.І. Мерхель,арх. Горбатий                     | № 31310.06.1971 р.             |
| 15.   | 3           | Пам’ятний знак на честь перемоги козацьких військ під командуван-ням І. Богуна над польсько – шляхетськими загарбниками                                                                                | вул. Козицького                                  | 1954 р.         | місцевімайстри                                  | № 31310.06.1971 р.             |
| 16.   | 4           | Пам’ятник на честь Жовтневого повстання | пл. Жовтнева                                     | 1968            | ск. О. Непорож-ній, м. Вінниця                  | № 31310.06.1971 р.             |
| 17.   | 24          | Будинок, в якому жив О.О.Брусилов, військовий діяч | вул. Архітектора Артинова, 5                     | 1913-1914 рр.   | невідомі                                        | № 31310.06.1971 р.             |
| 18.   | 21          | Будинок, де розміщався штаб червоного козацтва під командуванням Примакова | вул. Першотрав-нева, 66                          | 1920-24 рр.     | невідомі                                        | №31310.06.1971 р.              |
| 19.   | 23          | Будинок, в якому знаходилась штаб-квартира підпільного партійного центру | вул. Бевза, 21                                   | 1941 р.         | невідомі                                        | №31310.06.1971 р.              |
| 20.   | 1           | Братська могила 20 січових стрільців, загиблих в роки громадянської війни | вул. Хм. шосе                                    | 1990 р.         | місцеві майстри                                 | №50120.12.1993 р.              |
| 21.   | 2           | Братська могила 9 432 жертв сталінських репресій | вул. Хм. шосе, кладовище                         | 1993 р.         | ск. Козераць-кий Ю.Є.,м. Вінниця                | №50120.12.1993 р.              |
| 22.   | 1           | Пам’ятник воїнам, загиблим в Афганістані | парк культури і відпочинку                       | 1994 р.         | Вінниць-кий худ. фонд                           | №665.10.1995 р.                |
| 23.   | 2           | Будинок колишньої гімназії, Інституту соціального виховання, в якому вчились український радянський літературознавець, член кореспондент АН УРСР Кирилюк Є.П., та український письменник Стельмах М.О. | вул. Володарського, 4                            | I пол. XIX ст.  | невідомі                                        | №44322.12.1997 р.              |
| 24.   | 3           | Будинок колишнього окружного суду, в якому працював організатор кооперативного руху на Поділлі, письменник, міністр юстиції УНР Д.В. Маркович                                                          | Грушевського, 17/11                              | 1910-1912 р. р. | невідомі                                        | №44322.12.1997 р.              |
| 25.   | 4           | Будинок колишньої школи Червоної Армії, в якому навчався майбутній радянський військовий діяч генерал армії Черняхівський І.Д.                                                                         | вул. Козицького, 22.                             | кін. XIX ст.    | невідомі                                        | №44322.12.1997 р.              |
| 26.   | 1           | Пам’ятник загиблим працівникам МВС | вул. Козицького, 22, парк культури та відпочинку | 1999 р.         | ск. В.І.Смаровоз,м. Вінниця                     | №18324.05.2005 р.              |
| 27.   | 2           | Могила льотчика В. О. Лєвагіна | вул. І. Богуна                                   | 1958 р.         | місцеві майстри                                 | №18324.05.2000 р.              |
| 28.   | 7           | Лінія оборони м. Вінниці | на полі, вул. В. М. Примакова                    | 1993 р.         | місцеві майстри                                 | №50120.12.1993 р.              |
|       |             | |                                                  |                 |                                                 |                                |

## Джерело
- [Архівовано 19 червня 2012 у Wayback Machine.] Пам'ятки Вінницької області